# Arthur Loepfe

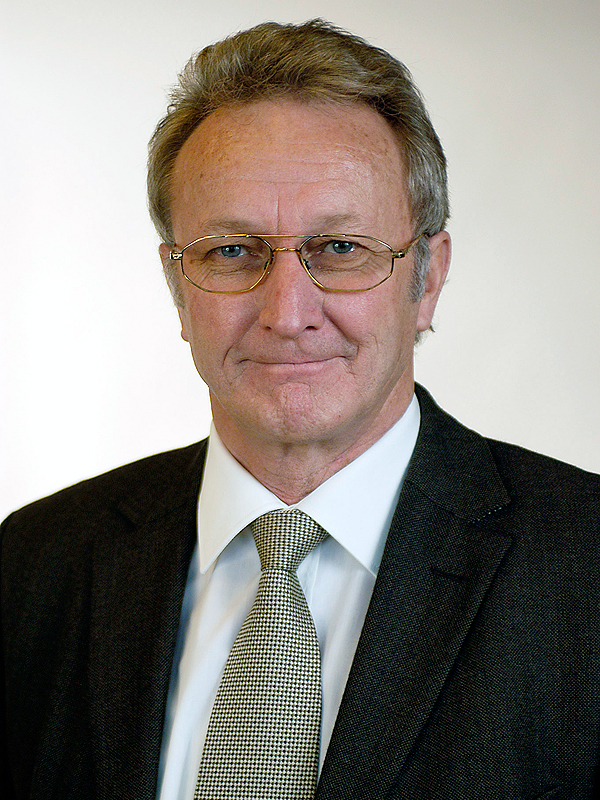
Arthur Loepfe

Arthur Loepfe (Berg, 25 december 1942) is een Zwitsers politicus.
Loepfe studeerde bedrijfseconomie aan de Universiteit van Sankt Gallen en was nadien werkzaam in het bedrijfsleven. Hij vervult meerdere commissariaten.
Loepfe is lid van de Christendemocratische Volkspartij (CVP) en tussen 1993 en 2000 was hij lid van de Standeskommission (regering) van het kanton Appenzell Innerrhoden. Van 24 april 1994 tot 28 april 1996 en van 26 april 1998 tot 30 april 2000 was hij Regierend Landammann (dat wil zeggen regeringsleider) van Appenzell Innerrhoden. In de tussenliggende perioden was hij Pannerherr (dat wil zeggen plaatsvervangend regeringsleider) van Appenzell Innerrhoden.
Loepfe werd in 1999 in de Nationale Raad (volksvertegenwoordiging Bondsvergadering) gekozen voor de CVP. In 2003 en in 2007 herkozen. Hij is lid van de Kamercommissies Financiën en Veiligheid. Daarnaast is Loepfe gedelegeerde bij de Raad van Europa in Straatsburg.

## Landammann
- 1993 - 24 april 1994 — Pannerherr
- 24 april 1994 - 28 april 1996 — Landammann
- 28 april 1996 - 26 april 1998 — Pannerherr
- 26 april 1998 - 30 april 2000 — Landammann